# Нидерланды на «Евровидении-1961»
Нидерланды принимали участие в Евровидении 1961, проходившем в Каннах, Франция. Страну представила Гретье Кауффелд с песней «Wat een dag», выступавшая под номером 6. В этом году страна получила 6 баллов, разделив 10, 11 и 12 места с Финляндией и Монако, получивших такое же количество баллов. Комментатором конкурса от Нидерланд в этом году стал Пит те Нёйл, а глашатаем — Сиб ван дер Зи.
Ежегодно в стране проходит Национальный конкурс, по итогам которого выбирают исполнителя и песню для Евровидения. Но в 1961 году конкурс проведён не был, а специальной комиссией было решено отправить участницу прошлогоднего Нидерландского Национального конкурса Гретье Кауффелд, занявшей третье место.

## Страны, отдавшие баллы Нидерландам
Каждая страна имела жюри в количестве 10 человек, каждый человек мог отдать очко понравившейся песне.
| Отдали Нидерландам… | Отдали Нидерландам… |
| 2 балла             | 1 балл              |
| ------------------- | ------------------- |
| Югославия Италия    | Германия Франция    |

## Страны, получившие баллы от Нидерланд
| 3 балла | Великобритания                            |
| 2 балла | Швейцария                                 |
| 1 балл  | Люксембург Дания Италия Испания Югославия |